# Cesare Maestri

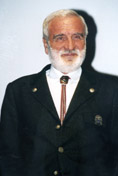
Cesare Maestri (2006)

Cesare Maestri (* 2. Oktober 1929 in Trient; † 19. Januar 2021 in Tione di Trento) war ein italienischer Kletterer und Alpinschriftsteller. In den 1950er-Jahren gelangen ihm zahlreiche Erstbegehungen, insbesondere in der Brenta-Gruppe und in den Dolomiten. Er war seinerzeit einer der besten Kletterer weltweit. Er stieg auch eine Route im VI. Schwierigkeitsgrad abwärts (Via delle Guide – Crozzon di Brenta). Sein Beiname Ragno delle Dolomiti (Spinne der Dolomiten) stammt aus dieser Zeit.

## Leben
Cesare Maestri wuchs in Trient auf. Sein Vater Toni Maestri war Theaterschauspieler, eine Karriere, die auch seine jüngere Schwester Anna einschlagen sollte. Mit sieben Jahren verlor er seine Mutter. Bereits in seiner Jugendzeit kletterte er in der Stadt herum. Während des Krieges schloss er sich den Partisanen an, nachdem sein Vater nach der deutschen Besetzung Italiens wegen angeblicher antideutscher Betätigungen zum Tode verurteilt worden war und in den Untergrund gehen musste.
Nach Kriegsende ging die Familie Maestri nach Rom und lebte zwei Jahre lang dort. In Rom begann Cesare Maestri Kunstgeschichte zu studieren und betätigte sich nebenbei in der Partito Comunista Italiano. Mit 18 Jahren kehrte er nach Trient zurück. Mit der Rückkehr nahm er auch die Kletterei wieder auf. Zu seinen beliebten Kletterrevieren gehörte die Brenta-Gruppe, in der er mit schwierigen Solobesteigungen auf sich aufmerksam machte. Als Bruno Detassis ihn dort beim Klettern beobachtete, soll er ihn mit einer Spinne verglichen haben, woraus sich sein Beiname entwickelte.
Nachdem er 1952 Bergführer geworden war, verlagerte er seinen Lebensschwerpunkt vollständig in die Berge. In den Dolomiten machte er sich in der Folge mit zahlreichen Erstbesteigungen, wie der ersten Wintersolobesteigung der Nordwand der Cimon della Pala (3184 m) 1956 oder der Solobesteigung von 16 Gipfeln hintereinander innerhalb von 24 Stunden in der Brenta-Gruppe 1954, einen Namen. 1957 reiste er zum ersten Mal in einer von Bruno Detassis angeführten Expedition nach Patagonien. Als die Expedition am Cerro Torre anlangte, bewertete Detassis eine Besteigung als zu riskant. Maestri soll sich damals geschworen haben, den Cerro Torre nicht einfach so aufzugeben.
Bereits Ende 1958 kehrte er nach Patagonien zurück. Eine Rückkehr, die zum tragischen Wendepunkt seines Lebens werden sollte. Anfang 1959 begann er zusammen mit Cesarino Fava und dem Tiroler Bergsteiger und Eisspezialisten Toni Egger den Aufstieg zum Cerro Torre. Nach Angaben von Maestri haben er und Toni Egger den Gipfel am 31. Januar 1959 erreicht. Während des Abstiegs sei Egger tödlich abgestürzt, zusammen mit der Kamera, die das Beweisfoto des Gipfelerfolges enthalten sollte. Die Behauptungen Maestris wurden bald angezweifelt – heute ist sich die Fachwelt weitgehend einig, dass der Cerro Torre damals nicht bestiegen wurde.
1970 erreichte Maestri unter Verwendung eines Kompressors, mit dem er hunderte von Haken in die Wand bohrte, den höchsten Punkt der Felswand (unterhalb des Gipfel-Eispilzes) – eine Besteigungsmethode, die von den Spitzenalpinisten heftig kritisiert wurde. Auf die Besteigung der mit einer meterdicken Eisschicht bedeckten Spitze verzichtete Maestri damals nach eigenen Angaben, „da sie nicht wirklich Teil des Berges sei“.
Seine Karriere als Bergsteiger zählt über 3500 Besteigungen auf, davon ein Drittel Solobesteigungen. Selbst im fortgeschrittenen Alter machte er fast 70-jährig noch Besteigungen in der Brenta-Gruppe. 2002 führte er eine Expedition zum Shishapangma (8027 m) in Tibet zusammen mit Sergio Martini und Fausto De Stefani an.
Cesare Maestri engagierte sich für einen sanften Tourismus und war Autor zahlreicher Bergsteigerbücher. Er lebte in Madonna di Campiglio und starb im Januar 2021 im Alter von 91 Jahren.
Er war Präsident der Bergführer von Madonna di Campiglio, Ehrenmitglied des Club Alpino Italiano, Mitglied des Club Alpino Accademico Italiano, des Gruppo italiano scrittori di montagna sowie Träger des Ritterkreuzes des Verdienstordens der Italienischen Republik.